# Niszczyciele typu Mogador
Niszczyciele typu Mogador – seria francuskich wielkich niszczycieli z okresu II wojny światowej, składająca się z dwóch jednostek: „Mogador” i „Volta”. Były to najsilniejsze pod względem uzbrojenia artyleryjskiego i jedne z najszybszych niszczycieli na świecie. Po klęsce Francji służyły w marynarce rządu Vichy i zostały samozatopione w 1942 roku w Tulonie.

## Historia powstania
W okresie międzywojennym rozwój klasy niszczycieli we Francji przebiegał dwutorowo: oprócz niszczycieli średniej wielkości, klasyfikowanych oficjalnie jako „torpedowce eskadrowe” – torpilleurs d'escadre, rozwijano klasę wielkich niszczycieli, klasyfikowanych dosłownie jako „kontrtorpedowce” – contre-torpilleurs. Odpowiadały one parametrami, aczkolwiek nie przeznaczeniem wyróżnianej w niektórych krajach klasie liderów. Wielkie niszczyciele miały stanowić klasę pośrednią między niszczycielami a krążownikami lekkimi i służyć do walki z okrętami nawodnymi oraz prowadzenia rozpoznania; głównym przeciwnikiem miały być włoskie niszczyciele. Drugim parametrem, oprócz siły, na który Francuzi kładli nacisk w konstrukcji wielkich niszczycieli, była wyjątkowo duża prędkość. 
Okręty typu Mogador były ostatnim i najsilniejszym zbudowanym typem francuskich wielkich niszczycieli. Stanowiły powiększone rozwinięcie wielkich niszczycieli typu Le Fantasque. Główną zmianą było zastąpienie 5 pojedynczych dział kalibru 138,6 mm, chronionych przez maski pancerne, przez 6, a w ostatecznym projekcie 8 dział tego kalibru, w dwudziałowych wieżach. Zbudowano tylko dwa okręty tego typu, w ramach programów finansowych z 1932 i 1934 roku. W przeciwieństwie do wcześniejszych wielkich niszczycieli, przewidzianych głównie do operowania na Morzu Śródziemnym, nowe okręty przewidziano specjalnie do współpracy z szybkimi pancernikami typu Dunkerque (zaprojektowanymi z kolei w celu poszukiwania i zwalczania niemieckich „pancerników kieszonkowych”), jako ich swojego rodzaju oceaniczne okręty zwiadowcze. Budowę obu niszczycieli rozpoczęto w 1935 roku, a weszły do służby w 1938 i 1939 roku. Dość długo trwały poprawki na już zbudowanych okrętach, gdyż ich wieże i systemy podawania amunicji nie pozwalały początkowo na osiągnięcie zakładanej szybkostrzelności. Okręty otrzymały nazwy związane z francuskim imperium kolonialnym, tj. od portu w Maroku (Mogador) oraz rzeki we Francuskiej Afryce Zachodniej (Volta). 
Dalszym powiększonym rozwinięciem tego typu, o wzmocnionym uzbrojeniu przeciwlotniczym i przeciwpodwodnym, miały być okręty typu Kléber (z wypornością standardową 3750 ton i działami przeciwlotniczymi 100 mm, odrębnymi od głównego kalibru – upodobniłyby się już do małych krążowników lekkich, z wyjątkiem braku pancerza), lecz ich budowy nie rozpoczęto z powodu upadku Francji.

## Okręty
| Nazwa   | numer burtowy | położenie stępki, stocznia | wodowanie  | wejście do służby | los                      |
| ------- | ------------- | -------------------------- | ---------- | ----------------- | ------------------------ |
| Mogador | -4, X61       | 28.12.1934, AL             | 09.06.1937 | 10.08.1938        | samozatopiony 27.11.1942 |
| Volta   | -5, X62       | 24.12.1934, ACB            | 26.11.1936 | 21.03.1939        | samozatopiony 27.11.1942 |

Stocznie:
- ACB – Ateliers et Chantiers de Bretagne, Nantes
- AL – Arsenal de Lorient, Lorient

## Opis konstrukcji

### Opis ogólny i kadłub

„Mogador” w 1939 r.

Okręty typu Mogador miały układ konstrukcyjny typowy dla niszczycieli, z pewnymi cechami krążowników lekkich (rozbudowane nadbudówki i rozmieszczenie wyrzutni torpedowych na burtach). Kadłub miał podwyższony pokład dziobowy, bez wzniosu, na ponad 1/3 długości okrętu. Sylwetka okrętów była harmonijna i dzięki ostrej, łukowo wygiętej dziobnicy, zwartej bryle nadbudówki dziobowej oraz niskim, pochylonym kominom, miała dynamiczny wygląd. Nadbudówka dziobowa była dość rozbudowana, trzypiętrowa. Na pokładzie dziobowym umieszczona była wieża dział nr 1, druga tuż za nią na piętrze nadbudówki, w superpozycji. Główna bryła nadbudówki dziobowej obejmowała przeszklony pomost bojowy z odkrytymi skrzydłami i z odkrytym górnym pomostem na dachu. Przednia ściana nadbudówki była zaokrąglona w rzucie z góry. Po wejściu do służby dobudowano dodatkowe niskie pomieszczenie na drugiej kondygnacji, przed pomostem, za wieżą nr 2, z platformą wkm-ów na dachu. Za uskokiem pokładu była wąska nadbudówka stanowiąca podstawę dla pierwszego komina, a dalej na śródokręciu druga wąska i długa nadbudówka z drugim kominem. Wkrótce po wejściu do służby okręty otrzymały kołpak odchylający dym do tyłu na pierwszym kominie. Na rufie znajdowała się niska nadbudówka rufowa, z dwoma wieżami dział umieszczonymi w superpozycji na nadbudówce i pokładzie rufowym. Na wysokości przerw pomiędzy poszczególnymi nadbudówkami umieszczone były na pokładzie cztery aparaty torpedowe, rozsunięte ku burtom (pierwszy na każdej z burt – trzyrurowy, drugi dwururowy). Oficerowie zajmowali tradycyjnie pomieszczenia na rufie (obejmujące też kajutę admiralską), a podoficerowie i marynarze – na dziobie. Kadłub był nitowany i miał podłużny układ wiązań, nieco wzmocniony w porównaniu do typu Le Fantasque z powodu przeznaczenia do oceanicznego działania. Dwanaście dochodzących do pokładu górnego grodzi dzieliło kadłub na 13 głównych przedziałów wodoszczelnych (oznaczonych, od rufy, od A do M). Okręty miały jeden maszt o wysokości 24,4 m od linii wodnej, wkomponowany w nadbudówkę dziobową. W jego górnej części znajdowały się charakterystyczne dwie krzyżujące się stengi. Anteny były rozciągnięte między stengami masztu, a dwoma wspornikami po bokach rufowego komina i dalej nadbudówką rufową.

### Uzbrojenie

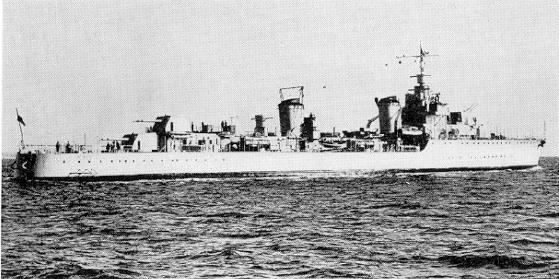
„Mogador” od rufy

Okręty miały najsilniejsze ze wszystkich niszczycieli świata uzbrojenie artyleryjskie: 8 dział kalibru 138,6 mm model 1934, o długości lufy 50 kalibrów (L/50), wystrzeliwujących 40,6-kilogramowe pociski, tj. o masie prawie dwukrotnie większej, niż typowe dla niszczycieli działa kalibru 120 mm. Dzięki liczbie dział, okręty francuskie przewyższały ciężarem salwy burtowej także niszczyciele niemieckie typu 1936A, które miały działa większego kalibru – 149,1 mm (lecz tylko pięć i wystrzeliwujące niewiele cięższe pociski – 45,3 kg). Dwudziałowe wieże konstrukcyjnie w zasadzie stanowiły zdwojone stanowiska dział z pełnymi maskami ochronnymi i centralnym podawaniem amunicji. Masa wież wynosiła 34,6 t. Nie były one opancerzone, a jedynie pokryte płytami stalowymi grubości 10 mm. Początkowo wieże były otwarte od tyłu, zakrywane brezentem, lecz w 1940 roku otrzymały lekkie metalowe drzwiczki. Kąt podniesienia dział wynosił od -10° do +30°, odległość między obiema lufami wynosiła 1,33 m.  Wieże były opracowane przez firmę St. Chammond na bazie wież dla dział 130 mm niszczycieli typu Le Hardi. Amunicja była rozdzielnego ładowania, dosyłana z komór amunicyjnych przez nieruchomy szyb w osi wieży. Pociski ładowane były automatycznie, a ładunki miotające – ręcznie. Napędy obrotu wież, podniesienia dział i półautomatycznego ładowania amunicji były elektryczne, miały jednak małą moc i bywały zawodne. W efekcie, szybkostrzelność była znacząco niższa niż w poprzednich typach liderów, z wygodniejszymi w obsłudze pojedynczymi odkrytymi działami. Dopiero po poprawkach mechanizmów udało się w 1940 roku doprowadzić szybkostrzelność praktyczną do 8 pocisków na minutę na lufę. Wieże miały kąt ostrzału w poziomie 135°, z wyjątkiem trzeciej, której kąt ostrzału wynosił 160°. Maksymalna prędkość obrotu wynosiła 10°/s.
Stosowano pociski przeciwpancerne o masie 40,6 kg (przebijające 151 mm pancerza na odległości 2,7 Mm) i burzące o masie 40,2 kg. Donośność wynosiła 20 000 m. Amunicja była rozdzielnego ładowania. Zapas amunicji w czasie wojny wynosił 1440 pocisków (po 180 na lufę) oraz dodatkowo 85 pocisków oświetlających dla wieży nr 2. Po modyfikacji wież i przeniesieniu napędów do skrzynek na zewnątrz, wewnątrz składowano po 10 pocisków i ładunków zapasu alarmowego, co zwiększało ciasnotę w wieży, w której normalnie przewidziano stanowiska dla ośmiu osób, oraz zwiększało zagrożenie uszkodzenia napędów przez odłamki.
System kierowania ogniem artylerii głównej obejmował główny dalmierz stereoskopowy o bazie 5 m w wieżyczce na nadbudówce dziobowej i analogiczny w zapasowym stanowisku za drugim kominem oraz dalmierz na platformie obserwacyjnej masztu. Dane do strzelania wypracowywane były w centrali artyleryjskiej w nadbudówce dziobowej. Do przekazywania informacji dotyczących odległości celu na sąsiednie okręty, oprócz łączności radiowej, służyły tzw. zegary artyleryjskie – wskaźniki z czarną tarczą i wskazówkami umieszczone na przedniej ścianie nadbudówki dziobowej i na tylnych powierzchniach skrzydeł mostka, usunięte na początku 1942 roku.
Jak na swoją wielkość, okręty dysponowały słabym uzbrojeniem przeciwlotniczym, które stanowiła pierwotnie podwójnie sprzężona półautomatyczna armata plot. 37 mm model 1933, na nadbudówce rufowej. Była ona mało skuteczna i o małej szybkostrzelności praktycznej (ok. 20 strz./min na lufę), zasilana z magazynków sześcionabojowych. Donośność pionowa armaty nie przekraczała 5000 m. Plusem był szeroki kąt ostrzału, jedynie bez wąskiego sektora dziobowego. Przy armacie znajdowało się 250 nabojów, a dalsze 1250 musiało być donoszone ręcznie w skrzynkach z dziobowej części okrętu, co nie było praktyczne. Planowano zastosować na okrętach dwie podwójnie sprzężone nowe armaty automatyczne model 1935 tego kalibru, o szybkostrzelności 200 strz./min, lecz ich rozwój znacznie się opóźniał. Uzbrojenie uzupełniały dwa podwójne wielkokalibrowe karabiny maszynowe 13,2 mm Hotchkiss, które początkowo umieszczono na pokładzie dziobowym po bokach nadbudówki. Z uwagi na zalewanie przeniesiono je wkrótce po ukończeniu okrętów na nowo dobudowaną platformę przed mostkiem, co dało im także lepsze pole ostrzału. Jedynym środkiem kontroli ognia przeciwlotniczego były dwa dalmierze 80-centymetrowe na nadbudówce dziobowej.
Dość silne było uzbrojenie torpedowe, w postaci 10 wyrzutni torped 550 mm w dwóch potrójnych i dwóch podwójnych aparatach torpedowych (potrójne modelu 1928T i podwójne modelu 1928D). Na każdą z burt mogło być odpalone jedynie 5 torped, lecz umiejscowienie aparatów na burtach umożliwiało użycie ich w znacznie szerszym zakresie kątów (125°), w stosunku do aparatów umieszczonych w osi symetrii. Okręty posiadały 10 torped model 1923DT, przenoszących 308 kg materiału wybuchowego (zasięg 9 km przy prędkości 39 węzłów lub 13 km przy 30 w.), bez torped zapasowych. Uzbrojenie przeciwpodwodne było umiarkowanie silne, gdyż zwalczanie okrętów podwodnych nie miało być według założeń zadaniem wielkich niszczycieli. Tworzyły je dwie rufowe podpokładowe zrzutnie bomb głębinowych, mieszczące po 8 bomb o masie 254 kg. Okręty mogły w czasie wojny przenosić w przedziale głowic torpedowych 16 bomb zapasowych, lecz ich załadunek zajmował sporo czasu. Ponadto okręty miały zrzutnie małych bomb głębinowych, o masie 52 kg, których zabierały 12 i 6 zapasowych. Pierwotnie okręty nie posiadały środków wykrywania okrętów podwodnych; dopiero w czerwcu 1940 roku wyposażono je we francuskie hydrolokatory SS-6, lecz ich zastosowanie ograniczone było do małych prędkości. Okręty mogły przenosić normalnie 10 min Breguet B4 na dwóch torach minowych na rufie, a po przedłużeniu demontowalnych torów minowych – 40 min.
W toku wojny uzbrojenie okrętów uległo modernizacji, głównie polegającej na wzmocnieniu uzbrojenia przeciwlotniczego. Na początku 1941 roku „Volta” otrzymała dwa pojedyncze wkm-y 13,2 mm Browning na platformach dobudowanych po obu stronach wieży nr 3. Dodano także 8 karabinów maszynowych 7,5 mm Darne, o niewielkiej przydatności praktycznej. Na przełomie lat 1941/42 na „Volcie” zastąpiono wkm-y na platformie przed mostkiem przez dwa skuteczniejsze automatyczne działka 25 mm Hotchkiss, a dwa wkm-y Browning ustawiono na nowo dobudowanych skrzydłach tej platformy, łączących się ze skrzydłami mostka (według innych źródeł, dwa działka 25 mm zamontowano na śródokręciu zamiast podwójnego działka 37 mm). Okręt otrzymał dalmierze przeciwlotnicze o bazie 1 m, a następnie 1,5 m. W czasie remontu „Mogadora” po uszkodzeniu jego rufy w Mers el-Kebir i zniszczeniu ostatniej wieży, jego artyleria główna uległa redukcji do 6 dział, przy czym stanowisko wieży nr 3 przeniesiono na pokład rufowy i nieco podniesiono. W zamian ustawiono na nadbudówce rufowej 6 półautomatycznych działek 37 mm model 1933 w trzech podwójnych stanowiskach (jednym centralnie i dwóch po bokach), a czwarte takie stanowisko umieszczono przed mostkiem i dodano także dwa wkm-y 13,2 mm Browning. W chwili samozatopienia w Tulonie remont nie był zakończony i uzbrojenie na rufie nie było zamontowane.
Dla ochrony przed minami okręty były wyposażone w trały typu parawan, które mogły być używane aż do prędkości 30 węzłów. Okręty posiadały dwa reflektory o średnicy 75 cm na platformach po obu stronach drugiego komina oraz dwa reflektory o średnicy 45 cm na mostku, po obu stronach przedniego dalmierza.

### Napęd
Siłownia zbudowana była w układzie naprzemiennym, zwiększającym odporność okrętu na uszkodzenia: od dziobu kotłownia, maszynownia, druga kotłownia i druga maszynownia. Okręty miały cztery kotły parowe Indret, rozmieszczone po dwa w dwóch kotłowniach. Kotły te dostarczały parę o wysokich parametrach (ciśnieniu 35 at i temperaturze 385 °C), były wydajne i lekkie, lecz wymagały starannej obsługi. Siłownia obejmowała dwa zespoły turbin parowych z przekładnią redukcyjną Rateau-Bretagne, z których każdy składał się z czterech turbin głównych (wysokiego ciśnienia, średniego ciśnienia i dwóch niskiego ciśnienia oraz biegu wstecznego) i dwóch turbin krążowniczych (prędkości ekonomicznej). Przy prędkościach poniżej 26 węzłów pracowały tylko dwa kotły i turbiny krążownicze i ewentualnie część turbin innych stopni, przy wyższych prędkościach rozłączano turbiny krążownicze. Taka konstrukcja zapewniała ekonomiczną pracę, przy skomplikowanej obsłudze. Miejscem potencjalnych usterek była przekładnia (niemieckiej firmy Vulcan) między turbinami krążowniczymi a głównymi. Mimo to siłownia w toku służby okrętów nie sprawiała na ogół większych problemów. Maszyny o łącznej mocy projektowej 92 000 KM z możliwością przeciążenia, zapewniały okrętom bardzo wysoką prędkość. Na próbach (w stanie lekkim) „Mogador” osiągnął szybkość maksymalną 43,45 węzła, a „Volta” 43,78 w; przy pełnej wyporności „Mogador” osiągnął moc 108 424 KM i prędkość 41,67 węzła. Prędkość projektowa wynosiła 39 węzłów. Okręty miały dwie trójłopatowe śruby z brązu o średnicy 3,94 m.
Normalny zapas paliwa płynnego wynosił 360 ton, maksymalny – 710 ton. Zasięg obliczeniowy przy prędkości 15 w. wynosił 4345 mil morskich, faktyczny zasięg wynosił przy tej prędkości 3350 mil morskich, przy prędkości 20 w. – 2400-2630 mil morskich i przy prędkości 35 w. – 1086-1120 mil morskich. 
Wadą okrętów była mała moc instalacji elektrycznej przy wysokim stopniu zelektryfikowania okrętów, a także przy elektrycznych napędach wież. Dwa turbogeneratory umieszczone w maszynowniach miały moc 120 kW, a dwa rezerwowe generatory dieslowskie zaledwie 50 kW, która wystarczała jedynie do minimalnego oświetlenia i pracy części mechanizmów. Napięcie w instalacji wynosiło 115 V i było o połowę mniejsze od stosowanego na francuskich krążownikach. Użycie artylerii wymagało wobec tego utrzymywania pary przynajmniej w jednym kotle. Drugą konsekwencją małej mocy instalacji elektrycznej była konieczność stosowania silników o małej mocy, m.in. do obrotu wież i przekładania steru, co powodowało ich niskie prędkości. Mało wydajny był także system wentylacji, zwłaszcza kotłowni.
Okręty dysponowały bardzo dobrą dzielnością morską i mogły utrzymywać dużą prędkość przy złym stanie morza. Stanowiły też dobrą platformę dla użycia uzbrojenia. Posiadały pojedynczy częściowo zrównoważony ster o powierzchni 14,95 m², jednakże manewrowość przy wyższych prędkościach znacząco słabła (stawała się gorsza nawet od pancerników typu Dunkerque).

## Służba okrętów
Oba niszczyciele typu Mogador tworzyły po wejściu do służby 6. Dywizjon Niszczycieli w 2. Eskadrze Lekkiej Floty Atlantyckiej, stacjonując w Breście. Do 31 marca 1939 roku nosiły duże białe numery burtowe „-4” i „-5” (odpowiednio „Mogador” i „Volta”), następnie „X61” i „X62”, a od kwietnia 1940 roku – ceglastoczerwone.
Po wybuchu wojny II wojny światowej okręty głównie patrolowały i osłaniały konwoje, bez istotniejszych wydarzeń bojowych. „Mogador” towarzyszył pancernikom „Dunkerque” i brytyjskiemu HMS „Hood” w bezowocnych poszukiwaniach niemieckich pancerników „Scharnhorst” i „Gneisenau”. 

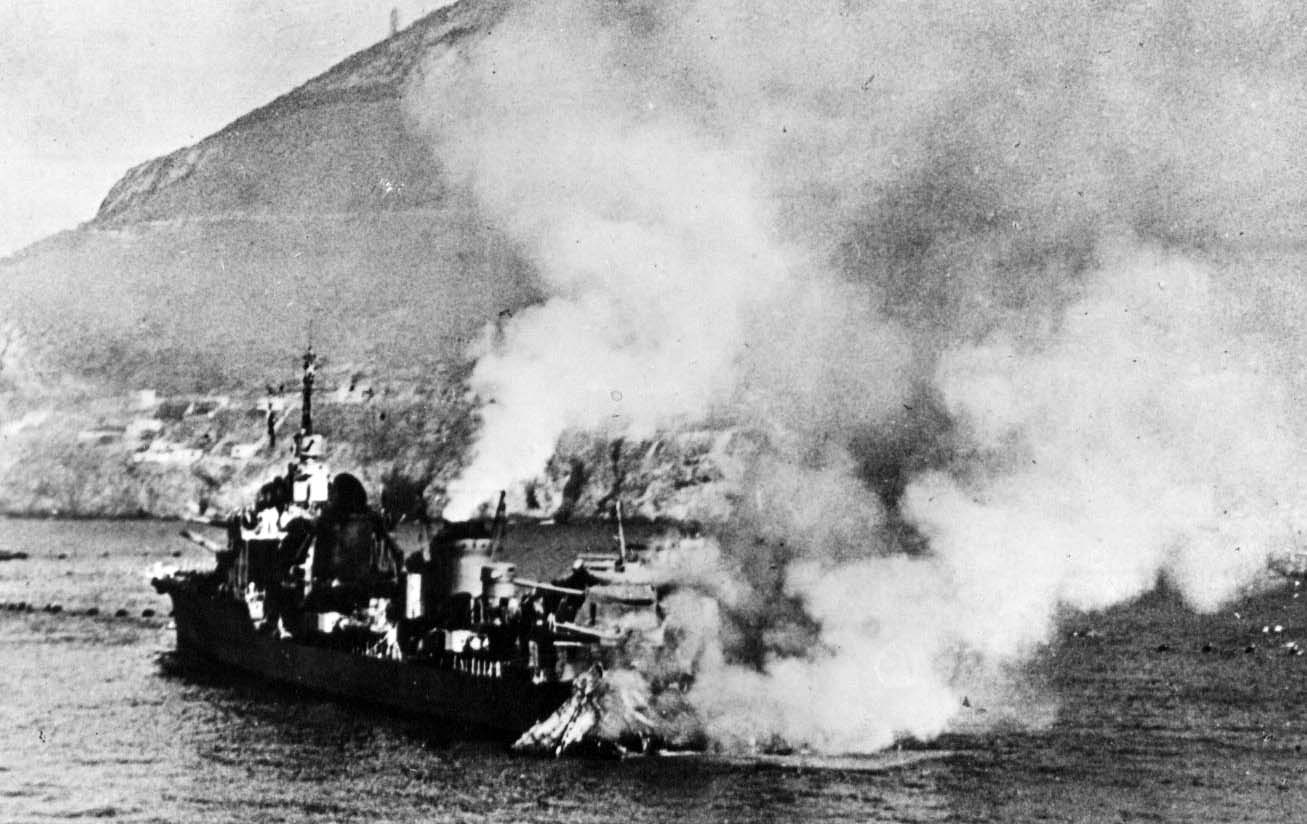
„Mogador” uszkodzony w Mers el-Kebir

Po klęsce Francji oba niszczyciele bazowały w Mers el-Kebir na Morzu Śródziemnym. 3 lipca 1940 roku flota francuska porcie w ramach operacji Catapult została zaatakowana przez brytyjskie pancerniki. Podczas wychodzenia z portu, „Mogador” został trafiony w rufę pociskiem kalibru 381 mm, który spowodował wybuch znajdujących się tam bomb głębinowych i urwanie rufy (38 zabitych). Okręt następnie osadzono na mieliźnie. „Volta” natomiast zdołała uciec z ostrzeliwanego portu, wraz z pancernikiem „Strasbourg” i czterema innymi niszczycielami, docierając następnie do Tulonu. Również „Mogador” po prowizorycznym remoncie w Oranie został przeholowany do Tulonu, gdzie remontowany był dalej. 
Oba okręty zostały następnie samozatopione podczas niemieckiej próby zagarnięcia floty francuskiej w Tulonie 27 listopada 1942 roku. Próby podniesienia i remontu okrętów przez Włochów okazały się nieskuteczne, po wojnie wraki zezłomowano.